# Clemens Haudum
Clemens Haudum (* 26. Juli 1978 in Linz) ist ein österreichischer Gesangspädagoge und Chorleiter.

## Leben
In seiner Kindheit wurde Haudum von seiner Großmutter Hedwig Haudum (1920–1990) gefördert, die eine anerkannte Komponistin war. Er studierte Musikerziehung am Salzburger Mozarteum. Nach einem Lehramtsstudium in Latein und einer theologischen Ausbildung arbeitete er als Lehrer unter anderem an Schulen in Freilassing und Salzburg, wo er die Kinder- und Jugendchöre am Salzburger Dom unterrichtete. Außerdem durchlief er Ausbildungen in Chorleitung und Gregorianik.
Haudum wurde mehrfach für seine Leistungen auf dem Akkordeon und dem Klavier ausgezeichnet. Auch verzeichnete er verschiedene Erfolge als Solist in der Stimmlage Bass.
Im September 2006 kam er als Stimmbildner und Chorleiter zum Tölzer Knabenchor, wo er von Herbst 2014 bis März 2021 gemeinsam mit Christian Fliegner als künstlerischer Leiter tätig war. 2017 promovierte Haudum an der Universität Salzburg zum Dr. Phil, seine Dissertation befasste sich mit einem Werk von Florian Reichssiegel.
Im März 2021 trat Haudum von seinem Amt als künstlerischer Leiter des Tölzer Knabenchors zurück, um sich stattdessen auf sein Theologiestudium zu konzentrieren und Pfarrer zu werden. Barbara Schmidt-Gaden, die Geschäftsführerin des Chors sagte, man bedauere Haudums Entscheidung, jedoch werde man "seinem Wunsch natürlich nach[kommen]". Als Stimmbildner werde Haudum den Chor weiterhin unterstützen.

## Veröffentlichungen
- Clemens Haudum und Konrad Ganglberger (Hrsg.): O du Hoamat, schöns Mühlviertel. Liederbuch, 2013.